# نهایةالحکمة
نهایة الحکمة کتابی فلسفی به زبان عربی از محمد حسین طباطبایی است. 

## ترجمه
این کتاب با ترجمهٔ مهدی تدین در سال ۱۳۷۰ منتشر و در مراسم کتاب سال جمهوری اسلامی ایران به‌عنوان کتاب برگزیده معرفی شد.

## بخش‌بندی کتاب
المرحلة الأولی: فی احکام الوجود الکلّیّة (۵ فصل)
المرحلة الثانیة: فی الوجود المستقلّ والرابط (۳ فصل)
المرحلة الثالثة: فی انقسام الوجود إلی ذهنیّ وخارجیّ (۱ فصل)
المرحلة الرابعة: فی موادّ القضایا (۸ فصل)
المرحلة الخامسة: فی الماهیّة و أحکامها (۷ فصل)
المرحلة السادسة: فی المقولات العشر (۲۱ فصل)
المرحلة السابعة: فی الواحد والکثیر (۹ فصل)
المرحلة الثامنة: فی العلّة والمعلول (۱۵ فصل)
المرحلة التاسعة: فی القوّة والفعل (۱۴ فصل)
المرحلة العاشرة: فی السبق واللحوق والقدم والحدوث (۸ فصل)
المرحلة الحادیة عشرة: فی العقل والعاقل والمعقول (۱۵ فصل)
المرحلة الثانیة عشرة: فی ما یتعلّق بالواجب الوجود (۲۴ فصل)